# Donovan
Donovan Phillips Leitch, cunoscut ca Donovan (n. 10 mai, 1946, Maryhill, Scoția), este un folkist britanic, originar din  Scoția, care a intrat în atenția publicului în 1965 cu o serie de apariții la programul de TV "Ready Steady Go!".
A fost prieten cu mulți muzicieni cunoscuți, precum The Beatles (învățându-i pe John Lennon și pe Paul McCartney să ciupească corzile de chitară), Joan Baez, Bruce Springsteen, și alții.
A fost unul dintre membrii marcanți ai așa-numitei "Invazii britanice".
Multe dintre melodiile sale de succes au fost înregistrate avându-l ca producător pe Mickie Most, care îi fusese recomandat de Allen Klein, managerul formației The Rolling Stones (și mai târziu al Beatleșilor). La unele înregistrări ale sale, Donovan a avut parte de colaborări cu muzicieni de studio cunoscuți, cum au fost, de exemplu, Jimmy Page sau John Paul Jones (viitori membri ai grupului Led Zeppelin).

## Discografie

### Albume de studio și din concerte
- What's Bin Did and What's Bin Hid
- Fairytale (1965)
- Sunshine Superman (1966)
- Mellow Yellow (1967)
- A Gift from a Flower to a Garden (1967)
- Wear Your Love Like Heaven  (1967)
- For Little Ones (1967)
- Donovan in Concert (concert) (1968)
- The Hurdy Gurdy Man (1968)
- Barabajagal (1969)
- Open Road (1970)
- H.M.S. Donovan (1971)
- Cosmic Wheels (1973)
- Live in Japan: Spring Tour 1973 (1973)
- Essence to Essence (1973)
- 7-Tease (1974)
- Slow Down World (1976)
- Donovan (1977)
- Neutronica (Franța), (Germania) (1980)
- Love Is Only Feeling (Germania) (1981)
- Lady of the Stars (1984) (aka Sunshine Superman (1994, 1997), Till I See You Again, Forever Gold, Golden Tracks)
- Rising (Marea Britanie) / aka: The Classics Live (SUA) / 25 Years in Concert (Olanda) (concert) (1990)
- One Night in Time (Japonia) (1993) (casetă)
- The Children of Lir (1994) (lansare Irlanda)
- Sutras (1996)
- Rising Again (concert) (2001)
- Greatest Hits Live: Vancouver 1986 (2001)
- Pied Piper (2002)
- Sixty Four (2004)
- Brother Sun, Sister Moon (2004 versiuni reînregistrate)
- Beat Cafe (2004)

### Single-uri
| Titlu                                                                                   | An   | Locul cel mai bun în top britanic | Locul cel mai bun în top SUA |
| --------------------------------------------------------------------------------------- | ---- | --------------------------------- | ---------------------------- |
| "Catch the Wind"                                                                        | 1965 | #4                                | #23                          |
| "Colours"                                                                               | 1965 | #4                                | #61                          |
| "The Universal Soldier" (EP)                                                            | 1965 | #1                                | #53                          |
| "Turquoise"                                                                             | 1965 | #30                               | -                            |
| "Josie"                                                                                 | 1966 | -                                 | -                            |
| "Sunshine Superman"                                                                     | 1966 | #2                                | #1                           |
| "Mellow Yellow"                                                                         | 1966 | #8                                | #2                           |
| "Epistle to Dippy"                                                                      | 1966 | -                                 | #19                          |
| "There is a Mountain"                                                                   | 1967 | #8                                | #11                          |
| "Wear Your Love Like Heaven"                                                            | 1967 | -                                 | #23                          |
| "Jennifer Juniper"                                                                      | 1968 | #5                                | #26                          |
| "The Hurdy Gurdy Man"                                                                   | 1968 | #4                                | #5                           |
| "Laleña"                                                                                | 1968 | -                                 | #33                          |
| "Atlantis" (fața A marea Britanie) / "To Susan on the West Coast, Waiting" (Fața A SUA) | 1968 | #23                               | #7                           |
| "Barabajagal (Love Is Hot)"                                                             | 1969 | #12                               | #36                          |
| "Riki Tiki Tavi"                                                                        | 1970 | -                                 | #55                          |
| "Celia of the Seals"                                                                    | 1971 | -                                 | #84                          |
| "I Like You"                                                                            | 1973 | -                                 | #66                          |
| "Maria Magenta"                                                                         | 1973 | -                                 | -                            |
| "Sailing Homeward"                                                                      | 1974 | -                                 | -                            |
| "Rock n' Roll With Me"                                                                  | 1974 | -                                 | -                            |
| "Dark-Eyed Blue Jean Angel"                                                             | 1975 | -                                 | -                            |
| "Rock n' Roll Souljer"                                                                  | 1975 | -                                 | -                            |
| "Dare to Be Different"                                                                  | 1977 | -                                 | -                            |
| "The Light"                                                                             | 1977 | -                                 | -                            |
| "Mee Mee, I Love You"                                                                   | 1981 | -                                 | -                            |
| "Neutron"                                                                               | 1981 | -                                 | -                            |
| "Lay Down Lassie"                                                                       | 1982 | -                                 | -                            |
| "Jennifer Juniper" (Singing Corner meets Donovan)                                       | 1990 | #68                               | -                            |
| "Newest Bath Guide"                                                                     | 1992 | -                                 | -                            |
| "Atlantis" (relansare)                                                                  | 2001 | -                                 | -                            |
| "Happiness Runs"                                                                        | 2005 | -                                 | -                            |